# Thianella disjuncta
Thianella disjuncta är en spindelart som beskrevs av Embrik Strand 1907. Thianella disjuncta ingår i släktet Thianella och familjen hoppspindlar. Inga underarter finns listade i Catalogue of Life.